# موافقت‌نامه وضعیت نیروها

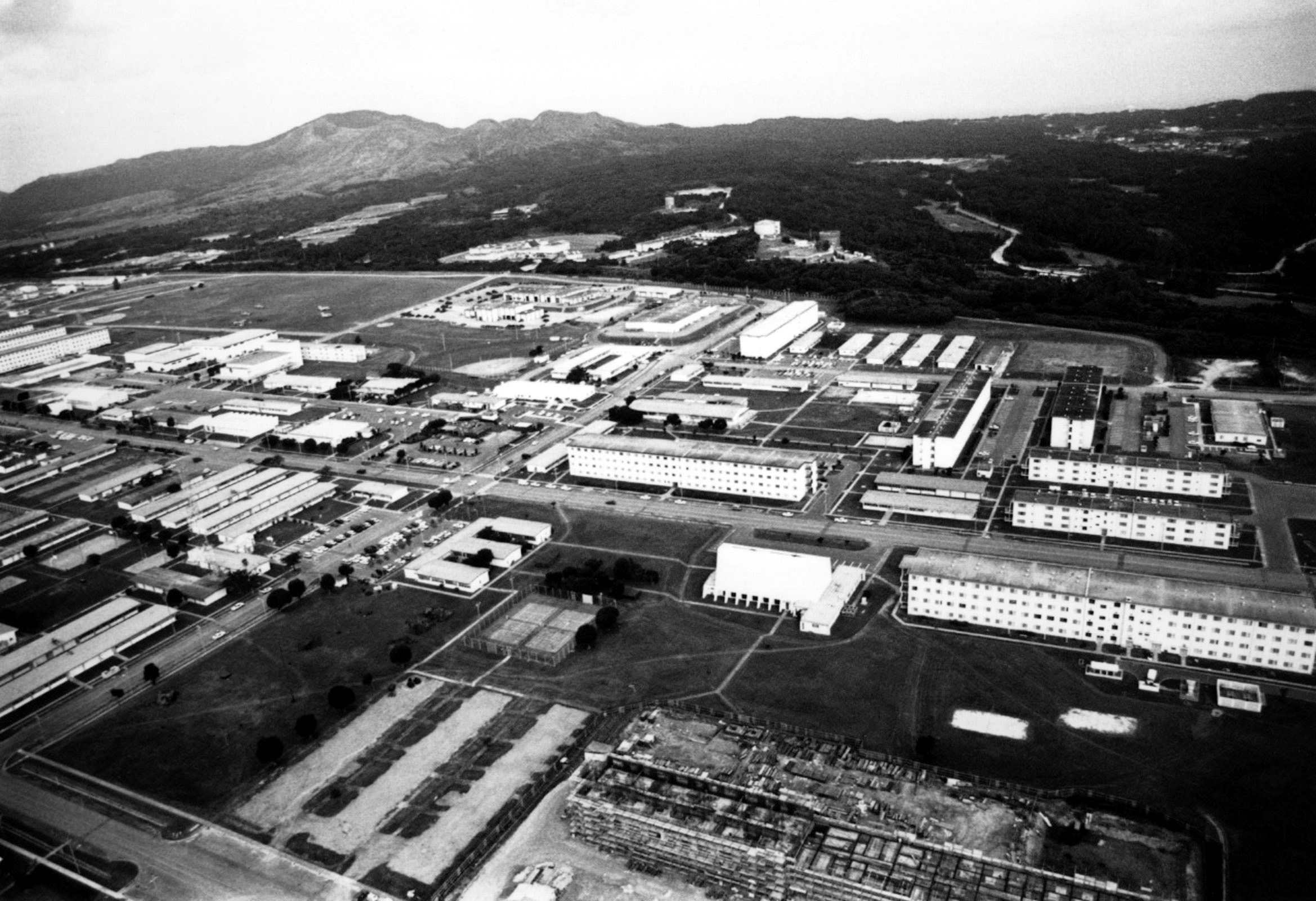
موافقت‌نامه وضعیت نیروها

موافقت نامه وضعیت نیروها یا سوفا (SOFA)، پیمانی است که میان یک کشور و نیروهای نظامی استقرار یافته خارجی در آن کشور بسته می‌شود.

## موافقت نامه‌ها
در حالی که ارتش ایالات متحده، دارای بزرگ‌ترین حضور خارجی و در نتیجه بیشترین تعداد امضای این قراردادها (سوفا) است، بریتانیا، استرالیا، آلمان، روسیه و کره جنوبی و بسیاری از دیگر کشورها و نیز نیروهای مستقر در خارج، جزو طرف‌های انعقاد این پیمان‌نامه‌ها هستند.

## دوره‌های عملیات
موافقت نامه وضعیت نیروها، به منظور توضیح دوره‌ای که نیروهای نظامی بیگانه، اجازه انجام عملیات را دارند، در نظر گرفته شده‌است. معمولاً، فقط موضوع‌های نظامی همچون محل استقرار پایگاه‌ها و دسترسی به امکانات در سرفصل‌های توافقنامه منظور می‌شوند. سوفا، بیشتر دربارهٔ موارد قانونی مربوط به افراد نظامی و شخصی است.